# Opsidota sculpticollis
Opsidota sculpticollis là một loài bọ cánh cứng trong họ Cerambycidae.